# ووسکرسنسکویه (شهرستان کوگارچینسکی، باشقیرستان)
ووسکرسنسکویه (انگلیسی: Voskresenskoye, Kugarchinsky District, Republic of Bashkortostan) یک شهرک در شهرستان کوگارچینسکی جمهوری باشقیرستان در کشور روسیه است.